# Michèle Verez
Pour les articles homonymes, voir Verez.
Michèle Verez est une actrice française née en 1940.

## Filmographie
- 1959 : Les Dragueurs de Jean-Pierre Mocky
- 1959 : Un témoin dans la ville d'Édouard Molinaro : une standardiste
- 1960 : Candide ou l'Optimisme au XXe siècle de Norbert Carbonnaux : Pâquerette
- 1960 : La mort n'est pas à vendre d'André Desreumeaux
- 1961 : La Morte-Saison des amours de Pierre Kast : Michèle
- 1961 : Un Martien à Paris de Jean-Daniel Daninos : la fille de Saint-Germain
- 1962 : Les Petits Chats de Jacques R. Villa